# Myiarchini
Myiarchini es una tribu de aves paseriformes perteneciente a la familia Tyrannidae, cuyas especies se distribuyen ampliamente por las Américas.

## Taxonomía
Los amplios estudios genético-moleculares realizados por Tello et al. (2009) descubrieron una cantidad de relaciones novedosas dentro de la familia Tyrannidae que todavía no están reflejadas en la mayoría de las clasificaciones. Siguiendo estos estudios, Ohlson et al. (2013) propusieron una nueva organización y división de la familia  Tyrannidae. Según el ordenamiento propuesto, la tribu Myiarchini permanece en Tyrannidae, en una subfamilia Tyranninae Vigors, 1825.

## Géneros
Según el ordenamiento propuesto, la presente tribu agrupa a los siguientes géneros:
- Casiornis
- Sirystes
- Rhytipterna
- Myiarchus